# Union nord-américaine de football

NAFU (orange), CONCACAF (orange + camel).

L'Union Nord-Américaine de Football (couramment désignée par le sigle du nom en anglais : NAFU pour North American Football Union) est la région syndicat reconnu et approuvé par la CONCACAF à la Zone Amérique du Nord.

## Liste des fédérations
La NAFU est composée de trois des quatre pays de l'Amérique du Nord. Le quatrième territoire de l'Amérique du Nord, les Bermudes, fait partie de l'Union caribéenne de football (CFU).
| Nation     | Fédération | Cré. | FIFA | CON. | CIO | Nat.  | Championnats nationaux                                                   | Coupes nationales            |
| ---------- | ---------- | ---- | ---- | ---- | --- | ----- | ------------------------------------------------------------------------ | ---------------------------- |
| Canada     | ACS        | 1912 | 1913 | 1963 | Oui | H - F | Première ligue canadienne                                                | Championnat canadien         |
| États-Unis | USSF       | 1913 | 1914 | 1961 | Oui | H - F | Major League Soccer United Soccer Leagues National Women's Soccer League | US Open Cup                  |
| Mexique    | FEMEXFUT   | 1927 | 1929 | 1961 | Oui | H - F | Liga MX Liga MX Femenil                                                  | Copa México SuperCopa México |
| modifier0  |            |      |      |      |     |       |                                                                          |                              |

## Compétitions

### Des sélections nationales
Les trois équipes sont toujours qualifiés pour la phase finale de la Gold Cup, afin qu'il n'y ait aucun tournoi de qualification pour cette zone à la différence des tournois pour l'UNCAF et de l'UFC. Toutefois, comme les membres de la CONCACAF, il y avait deux tournois précédents de la Gold Cup.
- Championnat nord-américain des nations 1990[2]
- Championnat nord-américain des nations 1991[3]

### Des clubs
Il s'agit d'un club entre deux ligues de la Zone Nord-Américaine, alors que c'est un tournoi officiel, il n'est pas organisé par la CONCACAF, cependant, cette concurrence est approuvée par la Confédération.
- SuperLiga Nord-Américaine